# Жамгоцев, Иосиф Яковлевич
Иосиф Яковлевич Жамгоцев — мелитопольский 2-й гильдии купец, городской голова Мелитополя в 1910—1915 годах, личный почётный гражданин (1914).

## Биография
Иосиф Яковлевич Жамговцев был избран мелитопольским городским головой в 1910 году. 27 апреля 1910 года, в связи с избранием, Жамговцев подал в управу заявление об отказе от должности члена управы.
Хотя городской голова избирался на 4-летний срок, в реальности эти сроки соблюдались не всегда. Срок Жамговцева на должности истекал 31 декабря 1913 года, но он продолжал исполнять обязанности городского головы ещё полтора года.
Наконец, 16 мая 1915 на заседании городской думы новым городским головой был избран Алексей Матвеевич Панкеев, уже занимавший эту должность в 1894—1902 годах. 8 июля 1915 года новый городской голова вступил в исполнение своих обязанностей.

## Награды
- Золотая медаль с надписью «За усердие» для ношения на груди на Станиславской ленте (1899) — за усердную и полезную деятельность по учреждениям Министерства народного просвещения[6]
- Серебряная медаль с надписью «За усердие» для ношения на шее на Владимирской ленте (1911) — за особые труды по борьбе с холерной эпидемией 1910 года[7]
- В 1915, уже после ухода с должности городского головы, Жамговцев был награждён золотой медалью на Андреевской ленте за труды по всеобщей мобилизации в 1914 году[8].